# Assassinato de Maurício Eduardo Rosskamp
O assassinato de Maurício Eduardo Rosskamp aconteceu na noite de 20 de dezembro de 2018, quando ele estava voltando de uma festa, parou o carro e abordou uma trabalhadora de casa noturna. O assalto foi supostamente anunciado por outras três pessoas, mas ele resistiu e foi morto com uma pedrada na cabeça. Maurício era filho de Raulino Rosskamp e trabalhava como consultor jurídico na Câmara de Vereadores de Joinville, sendo importante nas discussões de políticas públicas da cidade.

## Vítima
Maurício Eduardo Rosskamp tinha 52 anos e trabalhava como advogado e consultor legislativo da Câmara de Vereadores de Joinville desde 1995. Ele era filho do ex-vereador e ex-deputado  Raulino Rosskamp. Era casado com Ana Lúcia Martins. Tinha dois filhos do primeiro casamento e um com Ana Lúcia. Ele foi importante nas discussões da cidade, como na Lei de Ordenamento Territorial.

## Assassinato
No dia 20 de dezembro de 2018, o corpo de Maurício Eduardo Rosskamp foi encontrado em uma estrada de chão no bairro Paranaguamirim, e seu carro foi encontrado incendiado no bairro Aventureiro, no outro lado da cidade. Ele havia sido visto pela última vez no dia 19, saindo de uma festa de confraternização com amigos na Zona Sul da cidade.
Inicialmente, a Polícia Civil (PC) não sabia a causa da morte, mas afirmou que havia marcas de objeto contundente no corpo. Ele foi despachado para o Instituto Médico Legal (IML) e a PC ouviu as testemunhas. O delegado responsável pelo caso era Dirceu Silveira Júnior. A PC concluiu que ele foi vítima de latrocínio.

## Reações
A Câmara de Vereadores de Joinville e a Ordem dos Advogados do Brasil de Santa Catarina (OAB-SC) emitiram notas lamentando a morte. Ele foi homenageado na primeira sessão da Câmara em 2019, no dia 4 de fevereiro.

## Enterro
Rosskamp foi velado na Capela Mortuária Borba Gato, no bairro Atiradores, e enterrado no dia 21 às 20h30, no Cemitério Municipal. Seu velório foi acompanhado de familiares e autoridades.

## Investigação e julgamento
Maurício era o servidor público responsável pela relatoria técnica do projeto de Lei que alterava a lei cota 40, e que demonstrou de forma magistral como ela afetaria negativamente toda Joinville se aprovada, a lei só foi aprovada após seu assassinato. Seu pai em comparecimento dentro da Câmara de Vereadores de Joinville apontou como responsáveis especuladores de terras. Após seu assassinato e aprovação da lei sem parecer técnico, a configuração da cidade mudou totalmente, com proliferação de crime organizado e desregulação do sistema imobiliário de Joinville.
No dia 22, por volta das 18h00, Adriele Cristina Bordignon, trabalhadora em uma casa noturna, foi presa na casa de sua sogra no bairro Edilene pela PC e confessou que matou Maurício em um latrocínio. Ela também delatou outras três pessoas, dois homens e uma mulher, que teriam participado do ato. No assalto, Maurício estava voltando da festa por um caminho alternativo e a jovem teria sido abordada em uma via pública. As outras três pessoas anunciaram o assalto, mas Maurício resistiu e foi colocado no banco de trás do veículo, onde foi levado até a estrada de terra e morto com golpes de pedra na cabeça. Foram roubados R$ 504,00, um relógio de pulso, o celular e a aliança. Depois, o grupo fugiu até o bairro do Aventureiro, ateou fogo no carro e pagou um hotel com o dinheiro roubado. No dia 26, dois irmãos de 20 e 26 anos, Lucas e Jean Carlos Cardoso, e Gabrielli Gomes, de 19 anos, tiveram a prisão decretada. Seus dados foram divulgados pela PC no disque denúncia para descobrir seus paradeiros. No dia 3 de janeiro, Jean Cardoso foi preso o bairro Paranaguamirim e confessou a participação no crime e que seu irmão teria sido o responsável pela morte.
No dia 15 de abril de 2019, Jean e Adriele foram condenados à 30 anos de prisão em regime fechado pelo juiz Luiz Fernando Pereira de Oliveira, da 1ª Vara Criminal de Joinville. O outro casal ainda não foi julgado. Adriele se entregou para a polícia após o julgamento no dia 4 de agosto, e Jean continuou foragido.